# Tomasz Lisowicz
Tomasz Lisowicz – "LISU" (ur. 23 lutego 1977 w Kaliszu, zm. 8 sierpnia 2024) – polski kolarz, zawodnik grupy CCC Polsat Polkowice, Mistrz Polski w jeździe na czas 2008.

## Najważniejsze sukcesy

### 2007
- zwycięstwo w Memoriale Andrzeja Trochanowskiego

### 2004
- wygrany etap Kalisz-Konin
- 3. miejsce Memoriał Henryka Łasaka
- 4. miejsce Pomorski Klasyk
- 8. miejsce Mistrzostw Polski w jeździe na czas
- 3. miejsce Pierścień Krakowa
- 2. miejsce Ruda Śląska

### 2003
- Mistrz Polski w jeździe na czas
- 1. miejsce etap Kalisz-Konin (jazda na czas)
- 2. miejsce Kalisz-Konin
- 1. miejsce Kryterium Nysa

### 2002
- 1. miejsce Sucha Beskidzka

## Poprzednie kluby
- KTK Kalisz
- Atlas Lukullus Ambra
- Knauf Mikomax
- Knauf Team